# Възнесение Господне (Евла)
„Свето Възнесение Господне/Христово“ или „Свети Спас“, наричана от народа Спаса (на македонска литературна норма: „Свето Воснесение Годподне/Христово“, „Свети Спас“), е пещерна църква край село Евла, Преспа, част от Преспанско-Пелагонийската епархия на Македонската православна църква – Охридска архиепископия. Разположена е на 6 km западно от Евла.